# Shawna Lenee
Shawna Lenee (Cleveland, 12 de abril de 1987) es el nombre artístico de Shawna Scott, una modelo de glamour y actriz pornográfica estadounidense.

## Primeros años
Shawna realizó sus estudios en la Midview High School de Grafton, Ohio.
Su primer trabajo fue como vendedora en un restaurante de comida rápida Wendy's.

## Carrera
Shawna se trasladó a Los Ángeles tras cumplir 18 años, con la finalidad de convertirse en actriz pornográfica, una meta que se planteó desde los 15 años. Sus padres se opusieron a su elección de carrera, algo que el padre de su hijo no hizo.
En 2005 se incorporó a la industria pornográfica. Su primera escena la realizó en Service Animals #21. Sólo ha realizado sexo anal con su ex novio Gustavo Sáez, aunque no descarta intentarlo de nuevo en un set profesional.
Apareció en la portada de la edición de julio de 2008 de la revista Penthouse, además de ser nombrada como Pet of the Month.

## Premios
- 2010 Premio AVN – Unsung Starlet of the Year[7]